# Sierras y Vega Alta del Segura y Ríos Alhárabe y Moratalla
Sierras y Vega Alta del Segura y Ríos Alhárabe y Moratalla este o arie protejată (arie specială de conservare — SAC, sit de importanță comunitară — SCI) din Spania întinsă pe o suprafață de 11.026,84 ha, integral pe uscat.

## Localizare
Centrul sitului Sierras y Vega Alta del Segura y Ríos Alhárabe y Moratalla este situat la coordonatele 38°15′37″N 1°42′26″W / 38.2603°N 1.7072°V.

## Înființare
Situl Sierras y Vega Alta del Segura y Ríos Alhárabe y Moratalla a fost declarat sit de importanță comunitară în aprilie 1999 pentru a proteja 73 de specii de animale. Situl a fost protejat și ca arie specială de conservare în mai 2015.

## Biodiversitate
Situată în ecoregiunea mediteraneană, aria protejată conține 23 de habitate naturale: Pășuni mediteraneene udate de apa mării (Juncetalia maritimi), Pajiști carstice calcaroase sau bazofile, de Alysso-Sedion albi, Galerii de Salix alba și de Populus alba, Râuri mediteraneene cu debit permanent cu specii de Paspalo-Agrostidion și galerii riverane de Salix și de Populus alba, Pante stâncoase calcaroase cu vegetație casmofită, Stepe sărăturate mediteraneene (Limonietalia), Tufărișuri halofile mediteraneene și termo-atlantice (Sarcocornetea fruticosi), Vegetație gipsofilă iberică (Gypsophiletalia), Galerii și tufărișuri riverane sudice (Nerio-Tamaricetea și Securinegion tinctoriae), Izvoare petrifiante cu formare de travertin (Cratoneurion), Matorral arborescenți cu Juniperus spp., Lacuri eutrofice naturale cu vegetație de tip Magnopotamion sau Hydrocharition, Liziere de ierburi înalte hidrofile de câmpie și de nivel montan până la alpin, Pajiști umede mediteraneene cu ierburi înalte de Molinio-Holoschoenion, Tufărișuri termo-mediteraneene și de pre-deșert, Tufărișuri halo-nitrofile (Pegano-Salsoletea), Păduri de Quercus ilex și Quercus rotundifolia, Pseudostepă cu ierburi și specii anuale de Thero-Brachypodietea, Dune cu vegetație ierboasă Malcolmietalia, Lande oro-mediteraneene cu formațiuni endemice de grozamă, Râuri mediteraneene cu debit permanent și vegetație de Glaucium flavum, Peșteri inaccesibile publicului, Mlaștini calcaroase cu Cladium mariscus și specii de Caricion davallianae.
La baza desemnării sitului se află mai multe specii protejate:
- păsări (60): uliu porumbar (Accipiter gentilis), lăcar mare (Acrocephalus arundinaceus), fluierar de munte (Actitis hypoleucos), pescăruș albastru (Alcedo atthis), rață lingurar (Anas clypeata), rață mare (Anas platyrhynchos), rață pestriță (Anas strepera), acvilă de munte (Aquila chrysaetos), stârc cenușiu (Ardea cinerea), stârc roșu (Ardea purpurea), buha (Bubo bubo), Caprimulgus ruficollis, Certhia brachydactyla, mierla de apă (Cinclus cinclus), șerpar (Circaetus gallicus), erete de stuf (Circus aeruginosus), porumbel de scorbură (Columba oenas), dumbrăveancă (Coracias garrulus), prepeliță (Coturnix coturnix), egretă mică (Egretta garzetta), șoim de iarnă (Falco columbarius), șoim călător (Falco peregrinus), șoimul rândunelelor (Falco subbuteo), vânturel roșu (Falco tinnunculus), cinteză (Fringilla coelebs), ciocârlan (Galerida cristata), Galerida theklae, becațină comună (Gallinago gallinago), găinușă de baltă (Gallinula chloropus), Hieraaetus fasciatus, piciorong (Himantopus himantopus), stârc pitic (Ixobrychus minutus), capîntortură (Jynx torquilla), forfecuță gălbuie (Loxia curvirostra), ciocârlie de pădure (Lullula arborea), prigoare (Merops apiaster), mierlă de piatră (Monticola saxatilis), codobatura galbenă (Motacilla flava), muscar sur (Muscicapa striata), stârc de noapte (Nycticorax nycticorax), pietrar mediteranean (Oenanthe hispanica), Oenanthe leucura, pietrar sur (Oenanthe oenanthe), ciuf-pitic (Otus scops), vultur pescar (Pandion haliaetus), pițigoi de brădet (Parus ater), cormoran mare (Phalacrocorax carbo), codroșul de pădure (Phoenicurus phoenicurus), corcodel mare (Podiceps cristatus), corcodel-cu-gât-negru (Podiceps nigricollis), Prunella collaris, Pyrrhocorax pyrrhocorax, pițigoi-pungar (Remiz pendulinus), turturică (Streptopelia turtur), silvie de tufiș (Sylvia undata), corcodel mic (Tachybaptus ruficollis), fluturașul de stâncă (Tichodroma muraria), fluierarul de zăvoi (Tringa ochropus), pănțărușul (Troglodytes troglodytes), mierlă gulerată (Turdus torquatus)
- mamifere (10): vidră de râu (Lutra lutra), liliac cu aripi lungi (Miniopterus schreibersii), liliac cu urechi de șoarece (Myotis blythii), liliac cu picioare lungi (Myotis capaccinii), liliac cărămiziu (Myotis emarginatus), liliac comun (Myotis myotis), liliacul mediteranean cu potcoavă (Rhinolophus euryale), liliacul mare cu potcoavă (Rhinolophus ferrumequinum), liliacul mic cu potcoavă (Rhinolophus hipposideros), liliacul cu potcoavă a lui méhely (Rhinolophus mehelyi)
- nevertebrate (1): Coenagrion mercuriale
- pești (1): Pseudochondrostoma polylepis
- reptile (1): Mauremys leprosa

Pe lângă speciile protejate, pe teritoriul sitului au mai fost identificate 55 de specii de plante, 55 de specii de păsări, 5 specii de amfibieni, 22 de specii de mamifere, 3 specii de pești, 8 specii de reptile.